# Dorothy Ashby
Dorothy Jeanne Ashby, geboren als Dorothy Jeanne Thompson (Detroit (Michigan), 6 augustus 1932 – Santa Monica (Californië), 13 april 1986), was een Amerikaanse jazzharpiste en componiste van de modernjazz en de bop.

## Biografie
Ashby groeide op in Detroit, waar haar vader, de gitarist Wiley Thompson, haar kennis liet maken met de jazz. Als jong meisje speelde ze eerst piano. Ze studeerde aan de Cass Technical High School samen met latere jazzgrootheden als Donald Byrd, Gerald Wilson en Kenny Burrell. Voordat ze begon met het harpspel, speelde ze bovendien saxofoon en contrabas.
Na haar studie (piano en muziekopvoeding) begon ze in het jazzcircuit van Detroit als pianiste en uiteindelijk werd vanaf 1952 de harp haar hoofdinstrument. Om voor de erkenning van de harp, die met zijn specifiek klankbeeld meer werd aangerekend aan de Europese klassieke muziek, in de toentertijd erg door blazers gedomineerde jazz te promoten, organiseerde ze shows met gratis entree en speelde ze met haar trio tijdens dansfeesten en huwelijken. Vanaf eind jaren 1950 nam ze platen op met Ed Thigpen, Richard Davis, Jimmy Cobb, Frank Wess en anderen. Tijdens de jaren 1960 had ze in Detroit ook een eigen radioprogramma.
Met haar trio, waartoe ook haar echtgenoot John Ashby als drummer behoorde, toerde ze regelmatig en nam ze meerdere albums op. Ze speelde ook met Louis Armstrong en Woody Herman. In de jaarlijkse poll van het tijdschrift DownBeat werd ze in 1962 gekozen tot beste jazzmuzikante op haar instrument. Tijdens deze periode werkte ze ook met haar echtgenoot in de theatergroep de Ashby Players, waarvoor ze draaiboeken schreef.
Eind jaren 1960 vestigden de Ashby's zich in Californië, waar Dorothy Ashby werkte als studiomuzikante. Daarbij werd ze gesteund door Bill Withers, die haar introduceerde bij Stevie Wonder. Daardoor bewees ze zich in het studiocircuit van Los Angeles en nam ze platen op met talrijke artiesten als Dionne Warwick, Diana Ross, Earth, Wind & Fire en Barry Manilow. Aldus speelde ze de harp in de song If It's Magic op Stevie Wonders album Songs in the Key of Life uit 1976. Ze is ook te horen op het album Justments van Bill Withers.
Dorothy Ashby schreef een handleiding voor het gebruik van de harp en cello in de jazz met moderne harmonieën.

## Overlijden
Dorothy Ashby overleed op 13 april 1986 op 55-jarige leeftijd aan kanker.

## Discografie
- 1957: The Jazz Harpist (Regent Records, Savoy Records) met Frank Wess, Eddie Jones en Wendell Marshall, Ed Thigpen
- 1958: Dorothy Ashby plays for Beautiful People (Prestige Records)
- 1958: In a Minor Groove (Prestige Records) met Frank Wess, Herman Wright, Art Taylor
- 1958: Hip Harp (Prestige Records) met Frank Wess, Herman Wright, Roy Haynes
- 1961: Dorothy Ashby (Jazzland)
- 1961: Soft Winds (Jazzland)
- 1965: The Fantastic Jazz Harp of Dorothy Ashby (Atlantic Records) met Junior Mance
- 1968: Afro Harping (Cadet Records)
- 1969: Dorothy’s Harp (Cadet Records)
- 1970: The Rubaiyat of Dorothy Ashby (Cadet Records)
- 1984: Django/Misty (Philips Records)
- 1984: Concerto De Aranjuez (Philips Records)